# Tall Asur
Tall Asur est une montagne de Palestine. Elle se situe à une altitude de 1 016 mètres, en Cisjordanie, dans le gouvernorat de Ramallah et Al-Bireh.